# Nat Hentoff
Nathan Irving Hentoff (10. června 1925 Boston, Massachusetts, USA – 7. ledna 2017 Manhattan, New York) byl americký spisovatel, hudební kritik a hudební producent. Se studiem začal na Boston Latin School a následně studoval na universitách Northeastern University a Harvard University. V roce 1952 začal jako sloupkař přispívat do časopisu Down Beat a roku 1958 spoluzaložil magazín The Jazz Review. V roce 1999 se představil ve filmu Sladký ničema. Roku 1972 byl oceněn v rámci grantu Guggenheim Fellowship. V roce 2004 získal ocenění NEA Jazz Masters za přínos jazzové hudbě a stal se tak prvním ne-hudebníkem, který toto ocenění získal. Přestože sám nebyl hudebníkem, byl producentem několika hudebních alb. Byl rovněž autorem poznámek (tzv. liner notes) k desítkám různých alb.

## Producentská diskografie
- Benny Golson's New York Scene (Benny Golson, 1957)
- Portrait of Art Farmer (Art Farmer, 1958)
- Looking Ahead! (Cecil Taylor, 1958)
- Jazz Portraits: Mingus in Wonderland (Charles Mingus, 1959)
- How Time Passes (Don Ellis, 1960)
- The World of Cecil Taylor (Cecil Taylor, 1960)
- Color Changes (Clark Terry, 1960)
- We Insist! (Max Roach, 1960)
- Blues for Smoke (Jaki Byard, 1960)
- Out of Nowhere (Don Ellis, 1961)
- New York City R&B (Buell Neidlinger & Cecil Taylor, 1961)
- Out Front (Booker Little, 1961)
- Straight Ahead (Abbey Lincoln, 1961)
- Reincarnation of a Lovebird (Charles Mingus, 1961)
- Smooth Groove (Ray Crawford, 1961)